# 彰化糖廠
24°06′30″N 120°31′57″E / 24.108443°N 120.532620°E
彰化糖廠（舊稱彰化製糖所）是一座曾存在於彰化縣和美鎮的製糖工廠，由新高製糖設立於1910年，在1935年合併至大日本製糖，二戰後由臺灣糖業公司經營，直到1953年停閉。原本糖廠的範圍在1950年被劃為和美鎮「糖友里」，而糖廠設目前皆已拆除改建為住宅。

## 沿革
彰化糖廠原為新高製糖株式會社設立的彰化工場，此處也是新高製糖的本社所在，其於1913年設立「彰化酒精工場」，並在1921年設立「彰化第二工場」，原彰化工場則改稱「彰化第一工場」。1935年4月，新高製糖被大日本製糖合併，原本的彰化第一、二工場則改稱「彰化第一、二製糖所」；同年7月，彰化第二製糖所的設備移到土庫庄新設的龍巖製糖所。1943年11月25日，大日本製糖株式會社改稱「日糖興業株式會社」。彰化製糖所地址為臺中州彰化郡和美街中寮字竹圍子101番地，壓榨能力為750噸。
二戰後，彰化製糖所在1946年由台灣糖業公司接收，並改稱「彰化糖廠」，但一般稱之為「中寮糖廠」，但因糖廠在二戰時受空襲嚴重受損，直到1947年10月才復工製糖。經評估過後，由於當地環境不適合經營糖業，彰化糖廠於是在1954年結束經營，並改設蔗板工場，稱為「彰化副產加工廠」。而糖廠停閉後，台糖勵進會利用一部分廠房在民國43年（1954年）7月創設了「台糖員工福利印刷所」:71、74。直到民國58年（1969年）10月遷往在新營糖廠的新建廠房為止:74。
1967年9月，彰化副產工廠轉為民營，改由國民黨的黨營企業「臺灣建業公司」經營，但後來因經營不善而陸續將土地出售。印刷廠和酒精工廠在1980年賣給中華電信興建彰化營運處線路中心。1983年，部分宿舍區賣給彰化縣政府興建中寮國宅（又稱健康新村）。1988年，養豬場賣給千力公司興建「彰化新都」。1991年，原本中寮車站的土地賣給彰化地方法院以興建「臺灣彰化地方法院彰化簡易庭」。1997年，由瑞聯建設開發「大透天社區」。

## 內部神社
新高製糖於在彰化工廠的廠房及宿舍區之間設立「金刀比羅社」，在1916年10月10日鎮座，供俸大物主神、崇德天皇，神社社掌由彰化神社社掌兼任。神社前的狛犬由臺灣建業公司約在1994年捐給位在南投市的臺灣省文獻委員會，之後改放在和美鎮的德美公園。

## 外部連結
台糖全球中文入口網 （页面存档备份，存于）